# Seznam irskih skladateljev
Seznam irskih skladateljev.

## B
- Michael William Balfe
- Gerald Barry

## C
- Phil Coulter

## E
- Seán Mac Erlaine

## F
- John Field

## H
- Hamilton Harty

## I
- Brian Irvine

## K
- Peadar Kearney

## L
- Johnny Logan
- Samuel Lover

## M
- Ernest John Moeran (angleško-irski)

## R
- Ailís Ní Ríain

## W
- Ian Wilson